# Port Louis
Port Louis er Mauritius' hovedstad. Byen har 149.194(2012) indbyggere og er dermed landets største. Det er en havneby, der ligger ud til det Indiske Ocean. Byen blev grundlagt i 1735 af franskmændene.